# Austrolimnophila (Archilimnophila) arborea
Austrolimnophila (Archilimnophila) arborea is een tweevleugelige uit de familie steltmuggen (Limoniidae). De soort komt voor in het Palearctisch gebied.